# Nastro d’Argento/Bester nichtitalienischer Film
Nastro d’Argento: Bester nichtitalienischer Film ist ein Preis, der vom italienischen Filmkritikerverband (Sindacato Nazionale Giornalisti Cinematografici Italiani, SNGCI) vergeben wird. 1948 und 1949 wurde der Miglior film straniero ausgezeichnet, das heißt der beste ausländische Film. Von 1950 bis 1953 wurde hingegen der Regisseur des besten nichtitalienischen Films mit einem Preis geehrt. Für die Jahre 1954 bis 1958 kehrte man jedoch zu der alten Auszeichnung zurück. Seit 1959 werden wieder die Regisseure geehrt. Seit 2007 unterscheidet man die Kategorien Bester europäischer Film (Miglior film europeo) und Bester außereuropäischer Film (Miglior film extraeuropeo). Die italienischen Regisseure beziehungsweise Filme erhalten eine eigene Auszeichnung.
Zu den Regisseuren mit den meisten Nastri (unabhängig ob nun in der Kategorie Film oder Regisseur ausgezeichnet) gehören Ingmar Bergman mit fünf Nastri sowie Pedro Almodóvar und Clint Eastwood mit jeweils vier Nastri.

## Bester nichtitalienischer Film (1948–2006)
| Jahr | Preisträger                | Filmtitel |
| ---- | -------------------------- | --- |
| 1948 | John Ford                  | Faustrecht der Prärie (My Darling Clementine)                                                                                |
| 1949 | Claude Autant-Lara         | Stürmische Jugend (Le diable au corps)                                                                                       |
| 1950 | Laurence Olivier           | Heinrich V. (Henry V) |
| 1951 | Billy Wilder               | Boulevard der Dämmerung (Sunset Boulevard)                                                                                   |
| 1952 | George Stevens             | Ein Platz an der Sonne (A Place in the Sun)                                                                                  |
| 1953 | Charlie Chaplin            | Rampenlicht (Limelight) |
| 1954 | Raymond Abrashkin          | Der kleine Ausreißer (Little Fugitive)                                                                                       |
| 1955 | keine Vergabe              | |
| 1956 | Jacques Becker             | Goldhelm (Casque d’or) |
| 1957 | John Huston                | Moby Dick (Moby Dick) |
| 1958 | Sidney Lumet               | Die zwölf Geschworenen (12 Angry Men)                                                                                        |
| 1959 | Stanley Kubrick            | Wege zum Ruhm (Paths of Glory)                                                                                               |
| 1960 | Ingmar Bergman             | Wilde Erdbeeren (Smultronstället)                                                                                            |
| 1961 | Ingmar Bergman             | Das siebente Siegel (Det sjunde inseglet)                                                                                    |
| 1962 | Stanley Kramer             | Urteil von Nürnberg (The Judgement of Nuremberg)                                                                             |
| 1963 | François Truffaut          | Jules und Jim (Jules et Jim)                                                                                                 |
| 1964 | David Lean                 | Lawrence von Arabien (Lawrence of Arabia)                                                                                    |
| 1965 | Stanley Kubrick            | Dr. Seltsam oder: Wie ich lernte, die Bombe zu lieben (Dr. Strangelove or: How I Learned to Stop Worrying and Love the Bomb) |
| 1966 | Joseph Losey               | Der Diener (The Servant) |
| 1967 | Claude Lelouch             | Ein Mann und eine Frau (Un homme et une femme)                                                                               |
| 1968 | Michelangelo Antonioni     | Blow Up (Blowup) |
| 1969 | Peter Brook Robert Bresson | Marat/Sade (Marat/Sade) Mouchette (Mouchette)                                                                                |
| 1970 | John Schlesinger           | Asphalt-Cowboy (Midnight Cowboy)                                                                                             |
| 1971 | Costa-Gavras               | Das Geständnis (L’Aveu) |
| 1972 | Ken Russell                | Die Teufel |
| 1973 | Stanley Kubrick            | Uhrwerk Orange (A Clockwork Orange)                                                                                          |
| 1974 | Ingmar Bergman             | Schreie und Flüstern (Viskingar och rop)                                                                                     |
| 1975 | Luis Buñuel                | Das Gespenst der Freiheit (Le fantôme de la liberté)                                                                         |
| 1976 | Miloš Forman               | Einer flog über das Kuckucksnest (One Flew Over the Cookoo’s Nest)                                                           |
| 1977 | Akira Kurosawa             | Dersu Usala (Dersu Uzala) |
| 1978 | Fred Zinnemann             | Julia |
| 1979 | Ingmar Bergman             | Herbstsonate (Höstsonaten)                                                                                                   |
| 1980 | Woody Allen                | Manhattan (Manhattan) |
| 1981 | Akira Kurosawa             | Kagemusha – Der Schatten des Kriegers (影武者)                                                                               |
| 1982 | István Szabó               | Mephisto |
| 1983 | Richard Attenborough       | Gandhi (Gandhi) |
| 1984 | Ingmar Bergman             | Fanny und Alexander (Fanny och Alexander)                                                                                    |
| 1985 | Miloš Forman               | Amadeus (Amadeus) |
| 1986 | Sydney Pollack             | Jenseits von Afrika (Out of Africa)                                                                                          |
| 1987 | Bertrand Tavernier         | Um Mitternacht (Round Midnight)                                                                                              |
| 1988 | Louis Malle                | Auf Wiedersehen, Kinder (Au revoir, les enfants)                                                                             |
| 1989 | Pedro Almodóvar            | Frauen am Rande des Nervenzusammenbruchs (Mujeres al borde de un ataque de nervios)                                          |
| 1990 | Peter Weir                 | Der Club der toten Dichter (Dead Poet’s Society)                                                                             |
| 1991 | Luc Besson                 | Nikita (La femme Nikita) |
| 1992 | Mira Nair                  | Mississippi Masala (Mississippi Masala)                                                                                      |
| 1993 | Robert Altman              | The Player (The Player) |
| 1994 | Robert Altman              | Short Cuts (Short Cuts) |
| 1995 | James Ivory                | Was vom Tage übrig blieb (The Remains of the Day)                                                                            |
| 1996 | Theo Angelopoulos          | Der Blick des Odysseus (To Vlemma tou Odyssea)                                                                               |
| 1997 | Mike Leigh                 | Lügen und Geheimnisse (Secrets & Lies)                                                                                       |
| 1998 | Pedro Almodóvar            | Live Flesh – Mit Haut und Haar (Carne trémula)                                                                               |
| 1999 | Steven Spielberg           | Der Soldat James Ryan (Saving Private Ryan)                                                                                  |
| 2000 | Sam Mendes                 | American Beauty (American Beauty)                                                                                            |
| 2001 | Stephen Daldry             | Billy Elliot – I Will Dance (Billy Elliot)                                                                                   |
| 2002 | Robert Altman              | Gosford Park (Gosford Park)                                                                                                  |
| 2003 | Roman Polański             | Der Pianist (The Pianist) |
| 2004 | Sofia Coppola              | Lost in Translation (Lost in Translation)                                                                                    |
| 2005 | Pedro Almodóvar            | La mala educación – Schlechte Erziehung (La mala educación)                                                                  |
| 2006 | Clint Eastwood             | Million Dollar Baby (Million Dollar Baby)                                                                                    |

Ab 2007 wurde der Preis in zwei Kategorien aufgeteilt, die jeweils den Film auszeichnen.

## Bester europäischer Film (ab 2007)
| Jahr | Preisträger         | Filmtitel                                                                                       |
| ---- | ------------------- | ----------------------------------------------------------------------------------------------- |
| 2007 | Pedro Almodóvar     | Volver – Zurückkehren (Volver)                                                                  |
| 2008 | Sidney Lumet        | Tödliche Entscheidung – Before the Devil Knows You’re Dead (Before the Devil Knows You’re Dead) |
| 2009 | Danny Boyle         | Slumdog Millionär (Slumdog Millionaire)                                                         |
| 2010 | Radu Mihăileanu     | Das Konzert (Le concert)                                                                        |
| 2011 | Tom Hooper          | The King’s Speech (The King’s Speech)                                                           |
| 2012 | Michel Hazanavicius | The Artist (The Artist)                                                                         |

## Bester außereuropäischer Film (ab 2007)
| Jahr | Preisträger          | Filmtitel                                |
| ---- | -------------------- | ---------------------------------------- |
| 2007 | Clint Eastwood       | Letters from Iwo Jima                    |
| 2008 | Sam Garbarski        | Irina Palm                               |
| 2009 | Clint Eastwood       | Gran Torino                              |
| 2010 | Quentin Tarantino    | Inglourious Basterds                     |
| 2011 | Clint Eastwood       | Hereafter – Das Leben danach (Hereafter) |
| 2012 | Nicolas Winding Refn | Drive (Drive)                            |